# Новоельня (станция)
Новоельня (бел. Навае́льня) — станция Барановичского отделения Белорусской железной дороги в Дятловском районе Гродненской области Беларуси. Расположена в городском посёлке Новоельня, на линии Лида — Барановичи-Полесские, между остановочным пунктом Клишевичи и остановочным пунктом Дворец.
Когда-то располагалась узкоколейная железная дорога к Новогрудку и Любче.

## История
Железнодорожный участок от Баранович до Лиды (на линии Вильно — Лунинец) сдан в эксплуатацию в 1884 году. Вокзал железнодорожной станции Новоельня, находящийся на середине этого участка, был построен поляками в 1923 году в стиле необарокко, о чём свидетельствует надпись на фронтоне здания. В функции работы станции входило обслуживание трёх районов Гродненской области: Новогрудского, Кореличского и Дятловского.
Для обеспечения воинских перевозок в 1914 году была построена узкоколейная железная дорога Новоельня – Новогрудок шириной колеи 600 мм. Железная дорога была построена менее чем за год. Ее основная линия шла от станции Новоельня до Любчи. Для технического обслуживания паровозов и вагонов узкой колеи на станции Новоельня было построено паровозное депо.
В 1919 году Новогрудский исполнительный комитет планировал возобновить узкоколейную железную дорогу и даже продлить её до станции Замирье. Это дало бы прямой выход к Минску. Однако этот проект не смог осуществиться, потому что весной этого года началась война с Польшей. 
В середине 1960-х годов узкоколейную дорогу разобрали.
В 2023 году в преддверии профессионального праздника — Дня железнодорожника и в честь 100-летия вокзала станции Новоельня открыт памятный знак «Станционный колокол». Установлен на здании железнодорожного вокзала.

## Описание
9 регулярных поездов проходят через ж/д станцию Новоельня.
Список регионов, которые соединены маршрутами поездов, проходящими через эту железнодорожную станцию: Брестская область, Гродненская область, Гомельская область.
На железнодорожной станции "Новоельня" можно приобрести билеты до населённых пунктов: Барановичи, Гродно, Калинковичи, Гомель, Ляховичи, Микашевичи, Скидель, Ганцевичи, Житковичи, Василевичи, Лида, Лунинец, Мосты и др.
Среднее время остановки на ж/д станции "Новоельня" составляет 2 минуты.
Самое длительное время стоянки составляет 10 минут для поезда, следующего по маршруту 609Б Гомель — Гродно.

## Остановочные пункты
| Предыдущая станция | Белорусская железная дорога | Следующая станция |
| ------------------ | --------------------------- | ----------------- |
| о. п. Клишевичи    | Лида — Барановичи-Полесские | о. п. Дворец      |